# 瀧澤裕昭
瀧澤 裕昭（たきざわ ひろあき、1959年（昭和34年）7月18日 - ）は、日本の警察官僚、内閣情報官。東京都出身。

## 職歴
- 1982年 - 東京大学法学部卒業
- 1982年 - 警察庁入庁
- 1993年 - 国際刑事警察機構事務総局
- 1999年 - 警察庁長官官房国際部国際第一課理事官
- 2001年 - 警察庁刑事局暴力団対策部企業対象暴力排除対策官
- 2002年 - 警察庁警備局外事課国際テロ対策室長
- 2004年 - 警察庁刑事局組織犯罪対策部国際捜査管理官
- 2006年 - 内閣官房内閣情報調査室内閣参事官
- 2008年 - 警察庁警備局外事情報部外事課長
- 2009年 - 岐阜県警本部長
- 2011年 - 内閣官房内閣審議官 (内閣情報調査室内閣情報分析官)
- 2013年 - 警察庁警備局外事情報部長
- 2015年 - 内閣官房内閣情報調査室内閣審議官
- 同年12月 - 兼内閣官房国際テロ情報収集ユニット国際テロ情報集約室次長兼外務省大臣官房審議官
- 2016年 - 兼内閣官房国際テロ情報集約室情報収集統括官
- 2019年-2023年6月27日[注釈 1] - 内閣情報官[1][2]